# Галисийская армия
Галисийская армия (исп. Ejército de Galicia) была испанским военным подразделением, которое участвовало в Пиренейских войнах против французской Великой армии Наполеона.
Созданная Верховной хунтой в конце июня 1808 года для удержания испанского левого крыла вдоль Кантабрийских гор против войск Наполеона, она имела в своём списочном составе 43 тыс. военнослужащих. Сначала командование было поручено генералу Хоакину Блейку, а затем, в ноябре 1808 года, генералу Педро Романе.

## Битва за Медина-де-Риосеко
После поражения небольшой и неопытной Кастильской армии генерала Григорио Гарсии де ла Куэсты в битве при Кабесоне, в которой Куэста уступил свою позицию возле Вальядолида генералу Лассалю и бул вынужден бежать в Бенавенте, Блейку было приказано объединить войска его недавно сформированной армии с остатками сил Куэсты. Первоначально Блейк отклонил эту просьбу, поскольку его войска всё ещё проходили подготовку. Блейк отправился с 27 тыс. пехотинцев и 150 кавалеристами, и после того, как он оставил часть войск в различных гарнизонах по пути следования, особенно для охраны ущелий, к моменту встречи с Куэстой в Бенавенте их объединённые силы насчитывали 22 тыс. человек.
Кроме того, указывая на то, что он старше Блейка по возрасту, Куэста требовал передать ему командование над всеми силами и настаивал на безрассудном походе на Вальядолид, чтобы вернуть себе потерянный город. Начав марш 12 июля, он сделал свои новую объединённую армию уязвимой для французской контратаки. Парализованные отсутствием единства в руководстве, 14 июля испанские войска потерпели поражение в битве при Медина-де-Риосеко, главным образом из-за того, что Куэста не смог сократить разрыв между своими войсками и войсками Блейка.

## Бильбао
11 октября 1808 года Блейк лично вошел в Бильбао, вынудив генерала Мерлена отступить на 32 км вверх по долине Дуранго к Зорнозе. Мерлен вошёл в город в августе прошлого года, чтобы подавить восстание против короля Жозефа, и, по словам самого короля, добился того, что «огонь восстания был потушен кровью двенадцати сотен человек». Эти цифры, вероятно, были преувеличены, поскольку, согласно приведённому источнику, французы лишь обстреляли порт Бильбао и захватили находившиеся там суда.

## Битва при Панкорбо
После отступления французов, последовавшего за катастрофическим поражением в битве при Байлене (16-19 июля 1808 года) Блейк занял позиции напротив противника на берегах Эбро. 31 октября 24 тыс. солдат 4-го корпуса маршала Лефевра атаковали 19 тыс. солдат Блейка в Панкорбо. Быстро отступив, Блейк смог избежать запланированного Наполеоном окружения и уничтожения испанского фланга.

## Битва при Вальмаседе
Наполеон, достигнув ноября Витории, лично взялся за дело и направил Лефевра и Виктора в погоню за Блейком, причём Виктор получил приказ переманеврировать Блейка и отрезать ему пути к отступлению. Французы вели себя беспечно и позволяли своим силам отрываться друг от друга во время погони. 5 ноября Блейк снова застал врасплох своих врагов, когда в Вальмаседе он неожиданно развернулся к преследователям и атаковал французский авангард, нанеся поражение передовой дивизии. Когда подошел другой французский корпус, Блейк снова отправился на запад, чтобы избежать окружения.

## Битва при Эспиносе
С помощью Королевского флота успешно достигнув Сантандера с 9 тыс. солдат из 15-тысячной Северной дивизии, дислоцированной в Дании, 11 ноября 1808 года Педро Романа получил под командование Галисийскую армию.
Однако в тот же день, всё ещё фактически находясь под руководством Блейка, армия Галисии была сильно потрёпана в Эспиноса-де-лос-Монтерос в Кантабрийских горах, где 10 ноября Блейк решил устроить ещё одну битву. Виктор, пытаясь отомстить за свои предыдущие унижения со стороны Блейка, провёл первый день, безуспешно бросая свои дивизии против испанских войск. Однако на следующий день хорошо скоординированная атака французов разрушила центр Блейка и разбила его армию.
Блейк потерял в битве 3 тыс. человек, и ещё многие тысячи были потеряны в хаосе отступления. Зная, что его армия Галисии непоправимо разбита, Блейк прошёл на запад в горы, уйдя от своих преследователей под командованием Сульта и сумев провести важные арьергардные бои, чтобы помочь отступлению генерала Мура на Ла-Корунью.
Блейк достиг Леона 23 ноября, имея только 10 тыс. человек, и командование было передано генералу Романе, который 26 ноября принял командование новой Левой армией (исп. Ejército de la Izquierda). В июле 1809 года эта армия также включила в себя астурийские полки под командованием Франсиско Бальестероса.

## Битва при Вильяфранка-дель-Бьерсо (17 марта 1809 г.)
17 марта 1809 года войска Романы победили французов в битве при Вильяфранка-дель-Бьерсо.
После поражения маршала Нея в битве при Пуэнтесампайо (7-9 июня 1809 года) маршал Сульт отказался от попыток восстановить французское правление в Галисии, и когда Сульт начал наступать на англичан на границе с Португалией, Романа смог выгнать французов из Астурии.

## Битва при Сан-Марсиаль
В Сан-Марсиаль (31 августа 1813 года) 4-я армия, также известная как Галисийская, находящаяся под командованием генерала Мануэля Фрейре де Андраде, победила маршала Сульта в его последнем крупном сражении против союзных сил во главе с Веллингтоном. В начале августа 1813 года Фрейре, получивший звание генерала, сменил Кастаньоса, призванного в кортесы. Кастаньос, который знал, под каким предлогом его отстранили от командования, писал военному министру:
Имею честь передать фельдмаршалу Фрейре на границе Франции командование армией, которую я принял в галисийской деревне под Лиссабоном.